# الصحة في الأردن

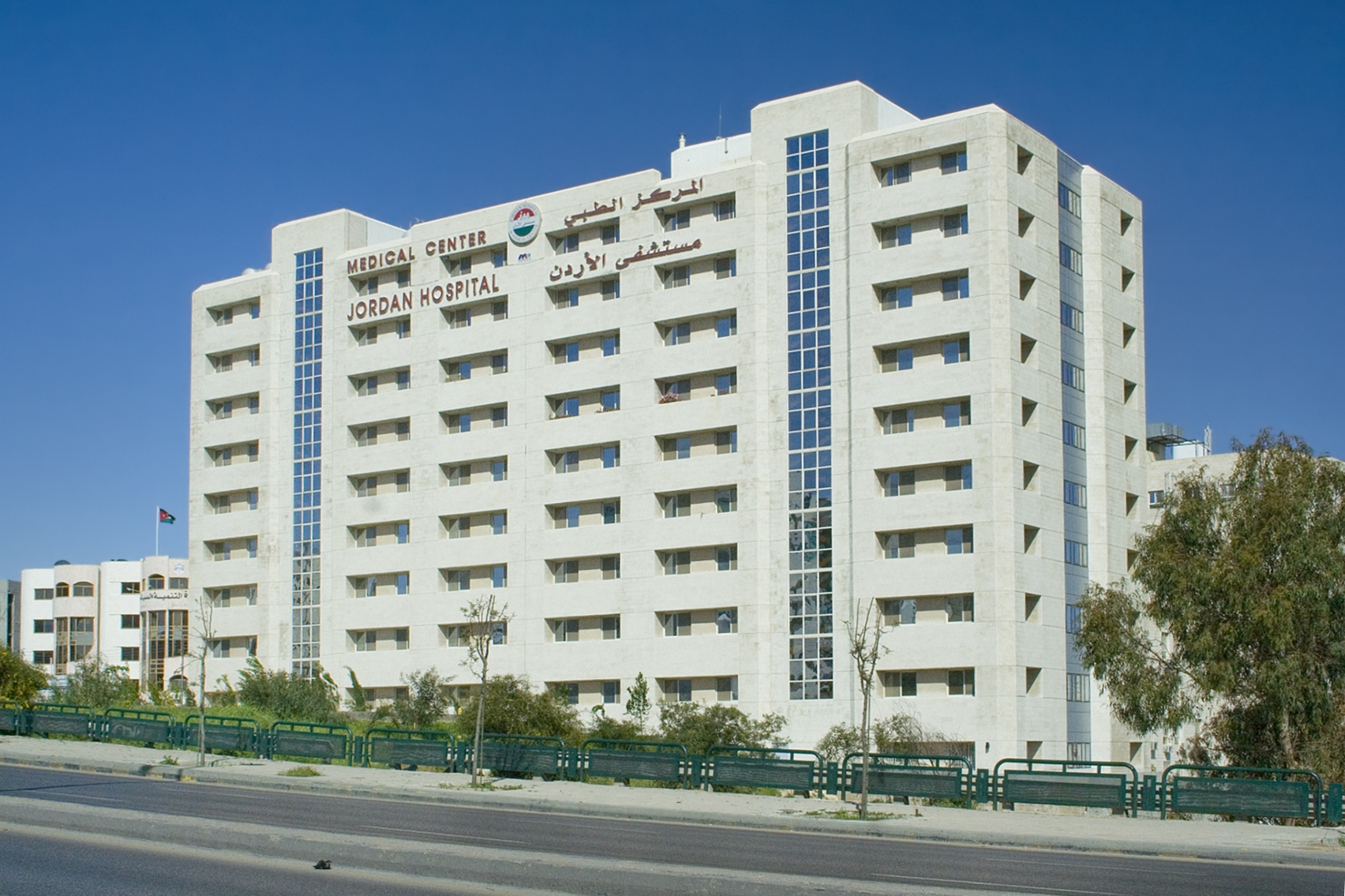
مستشفى الأردن.

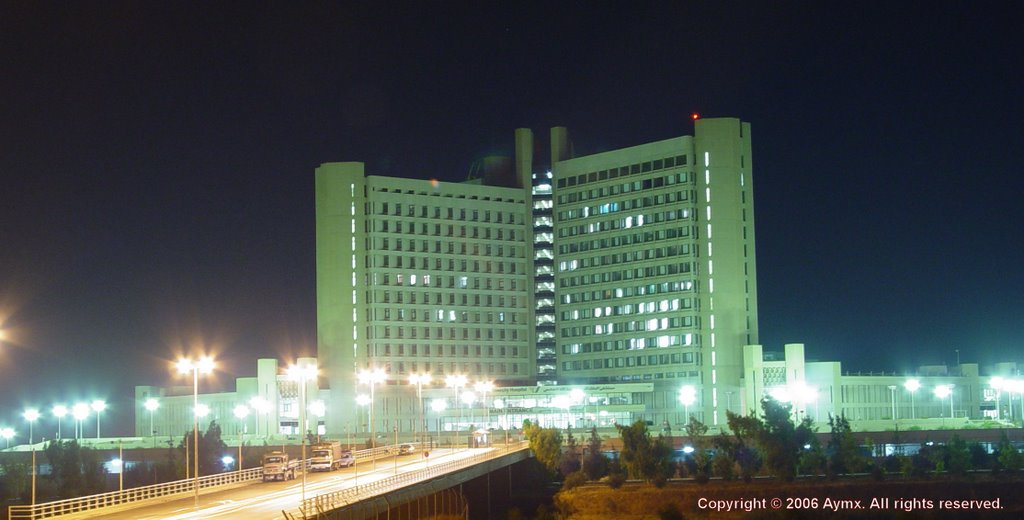
مستشفى الملك المؤسس عبد الله الجامعي في الرمثا، التابع لجامعة العلوم والتكنولوجيا الأردنية.

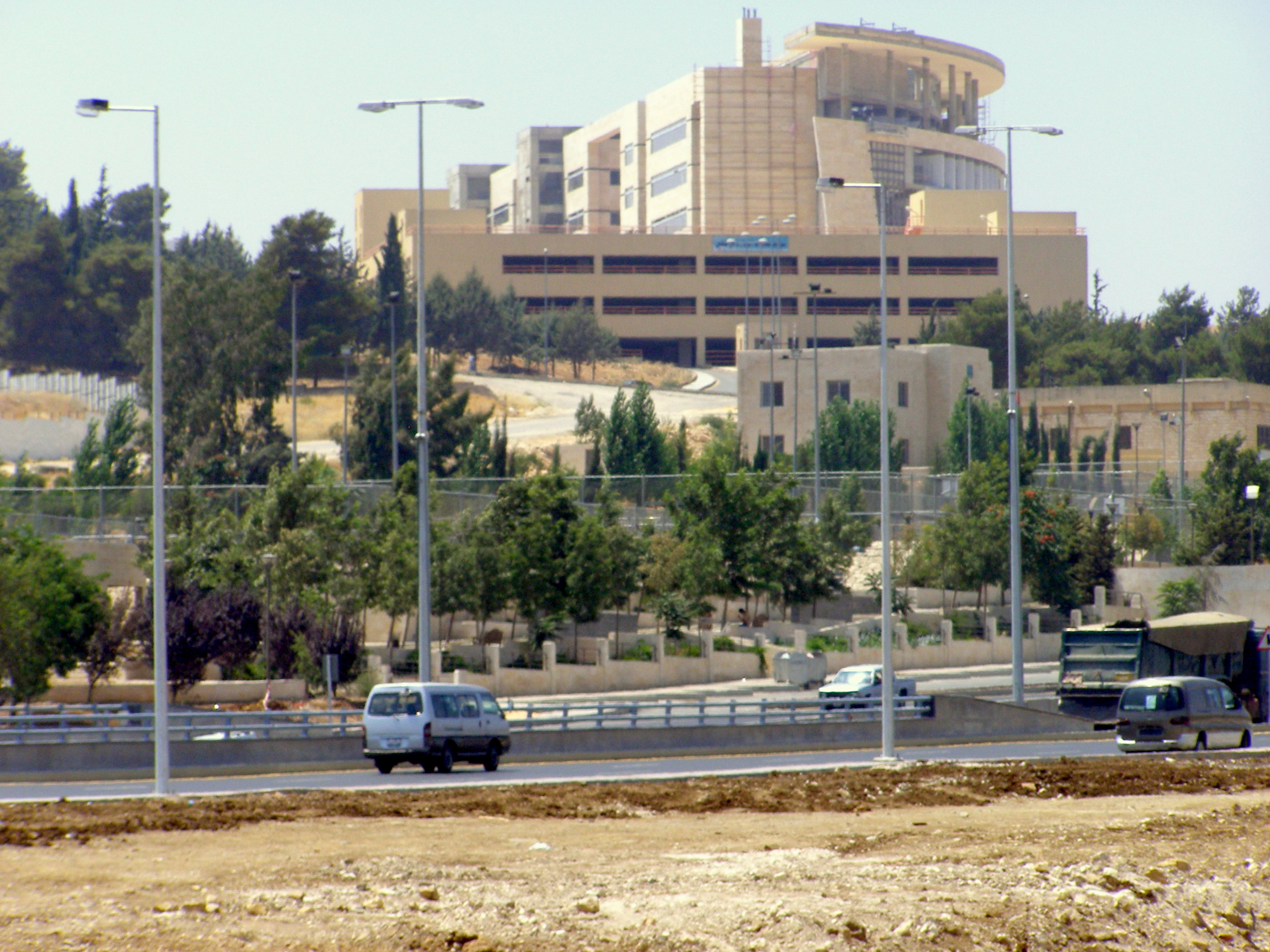
مدينة الحسين الطبية.

تعتبر الصحة في المملكة الاردنية الهاشمية متقدمة إلى حد كبير، حيث يعد الأردن أحد أكثر البلدان تطوراً في مجال الطب والأدوية على مستوى المنطقة، وينافس الدول المتقدمة في هذا المجال. ووفقاً لتقرير التنافسية في العالم العربي عام 2005، فإن الأردن يحتل أعلى مرتبة من بين البلدان العربية من حيث الرعاية الصحية. تكثر في عمّان المستشفيات المتخصصة في معالجة السرطان وأمراض القلب وأمراض العيون والعقم وطب الأسرة وغير ذلك من التخصصات الطبية. وتعتبر مدينة الحسين الطبية من أهم المراكز الطبية في المنطقة.استطاع مستشفى الأردن (مستشفى خاص) الحصول على الاعتمادية الدولية (كأول مستشفى عام تخصصي في الأردن) في الأول من شهر حزيران عام 2007. تقدر عائدات قطاع الرعاية الصحية بمبلغ مليارَين في السنة وتنمو بنسبة 6-7 ٪ في السنة. تضاعفت ايرادات المستشفيات الخاصة والعيادات أكثر من ثلاث مرات خلال السنوات الخمس الماضية من 300 مليون دولار في عام 2000 إلى مليار دولار في عام 2005.
حددت الحكومة مجموع الإنفاق على الرعاية الصحية بنحو 7.5% من الناتج المحلي الإجمالي. ينقسم نظام الرعاية الصحية في الأردن بين القطاع العام والخاص. بلغ عدد المستشفيات في الأردن عام (2009) 108 توفّر 11.357 سرير، منها 30 مستشفى تابعة لوزارة الصحة، توفر 4.358 سرير بنسبة 38.4% من عدد الأسرّة في المملكة. وتدير الخدمات الطبية الملكية التابعة للجيش 11 مستشفى توفر 2.131 سرير، بنسبة 18.8%. هناك أيضاً مستشفيين شبه حكوميين هما مستشفى الجامعة الذي يوفر 519 سريراً بنسبة 4.6% ومستشفى الملك عبد الله المؤسس الذي يوفر 494 سريراً أي نسبة 4.3% من عدد الأسرّة في المملكة. كما يملك القطاع الخاص 65 مستشفى بعدد أسرّة 3.855 سرير بنسبة 33.9% من عدد الأسرّة في الأردن. ومن الجدير بالذكر أن تكلفة العلاج في المستشفيات الأردنية أقل من نظيراتها في الدول الأخرى. ومن ناحية المراكز الصحية فقد بلغ عدد المراكز الصحية التي تديرها وزارة الصحة عام 2009 حوالي 1464 مركز صحي موزعة على النحو الاتي: 70 مركز صحي شامل، 378 مركز صحي أولي، 236 مركز صحي فرعي، 431 مركز أمومة، و349 عيادة أسنان.

## القطاعات الصحية
يتكون القطاع الصحي في الأردن من قطاعات فرعية مقدمة للخدمة عبر عدة مستويات وهي:
- القطاع العام: ويضم وزارة الصحة؛ والخدمات الطبية الملكية (التي تشرف عليها القوات المسلحة الأردنية)؛ والمستشفيات الجامعية (مستشفى الجامعة الأردنية، ومستشفى الملك المؤسس عبدالله الجامعي)، والمركز الوطني للسكري والغدد الصم والوراثة. وتشرف وزارة الصحة 1245 مركزًا للرعاية الصحية الأولية و27 مستشفى، وهو ما يمثل 37% من إجمالي أسرة المستشفيات في البلاد؛ تدير الخدمات الطبية الملكية التابعة للجيش 11 مستشفى، وتوفر 24 بالمائة من جميع الأسرة.[7][9]
- القطاع الخاص: يضم المستشفيات الخاصة، والمراكز التشخيصية والعلاجية، بالإضافة إلى مئات العيادات الخاصة
- المنظمات الدولية، والمنظمات غير الحكومية
- الجمعيات الخيرية عبر المراكز الصحية الخيرية
- مؤسسات ومجالس تعمل على تطوير السياسات الصحية، مثل: المجلس الصحي العالي، والمجلس الأعلى للسكان، والمجلس الطبي الأردني، والمركز الوطني لمكافحة الأوبئة والأمراض السارية، والمجلس التمريضي الأردني، والمجلس الوطني لشؤون الأسرة، والمؤسسة العامة للغذاء والدواء.

| المؤشر/ الموضوع                     | 1999 | 2023  |
| العدد الكلي للمستشفيات              | 84   | 120   |
| عدد المستشفيات الحكومية             | 23   | 31    |
| عدد المستشفيات الخاصة               | 50   | 70    |
| عدد مستشفيات الخدمات الطبية الملكية | 10   | 17    |
| عدد المستشفيات التعليمية (الجامعات) | 1    | 2     |
| عدد الأسرّة في المستشفيات            | 8659 | 15999 |
| عدد المراكز الصحية الشاملة          | 46   | 126   |
| عدد مراكز الأمومة والطفولة          | 377  | 513   |
| عدد عيادات الأسنان الحكومية         | 226  | 440   |
| عدد المختبرات الطبية                | 128  | 810   |
| عدد الصيدليات                       | 1470 | 3807  |

## الرعاية الصحية
يتمتع الأردن بنظام رعاية صحية حديث، على الرغم من أن الخدمات لا تزال مركزة بشكل كبير في عمان. وقدرت الأرقام الحكومية إجمالي الإنفاق على الصحة في عام 2002 بنحو 7.5 في المائة من الناتج المحلي الإجمالي (GDP)، في حين تقدر المنظمات الصحية الدولية الرقم أعلى من ذلك، حيث يصل إلى حوالي 9.3% من الناتج المحلي الإجمالي. تم تصنيف الأردن من قبل البنك الدولي ليكون المزود الأول للسياحة العلاجية في المنطقة العربية ومن بين أفضل 5 مراكز في العالم، فضلاً عن كونه الوجهة الأولى للسياحة العلاجية في الشرق الأوسط وشمال أفريقيا.

## الصيدلة
ان قطاع الصيدلة الذي بُدء الاستثمار فيه منذ ستينيات القرن الماضي، تعمل اليوم 18 شركة محلية في هذا القطاع. يشكل التصنيع الدوائي 20% من مساهمة الصناعة في الناتج المحلي الإجمالي، ونمت وتيرة التصنيع بنسبة 17.5% سنة 2006. بلغ حجم العمل في القطاع 500 مليون دولار سنة 2007 وزاد حجم الصادرات 17% منذ العام 2000. يصدر الأردن 80% من الأدوية المصنعة إلى 60 دولة حول العالم، زاد حجم الاستثمار في قطاع الصيدلة عن 500 مليون دولار في سنة 2007. أهم أسواق التصدير هي السعودية والعراق والجزائر التي بلغ قيمة مستورداتها من المنتجات الدوائية والعلاجية وحدها حوالي 54 مليون دولار.

## السياحة العلاجية

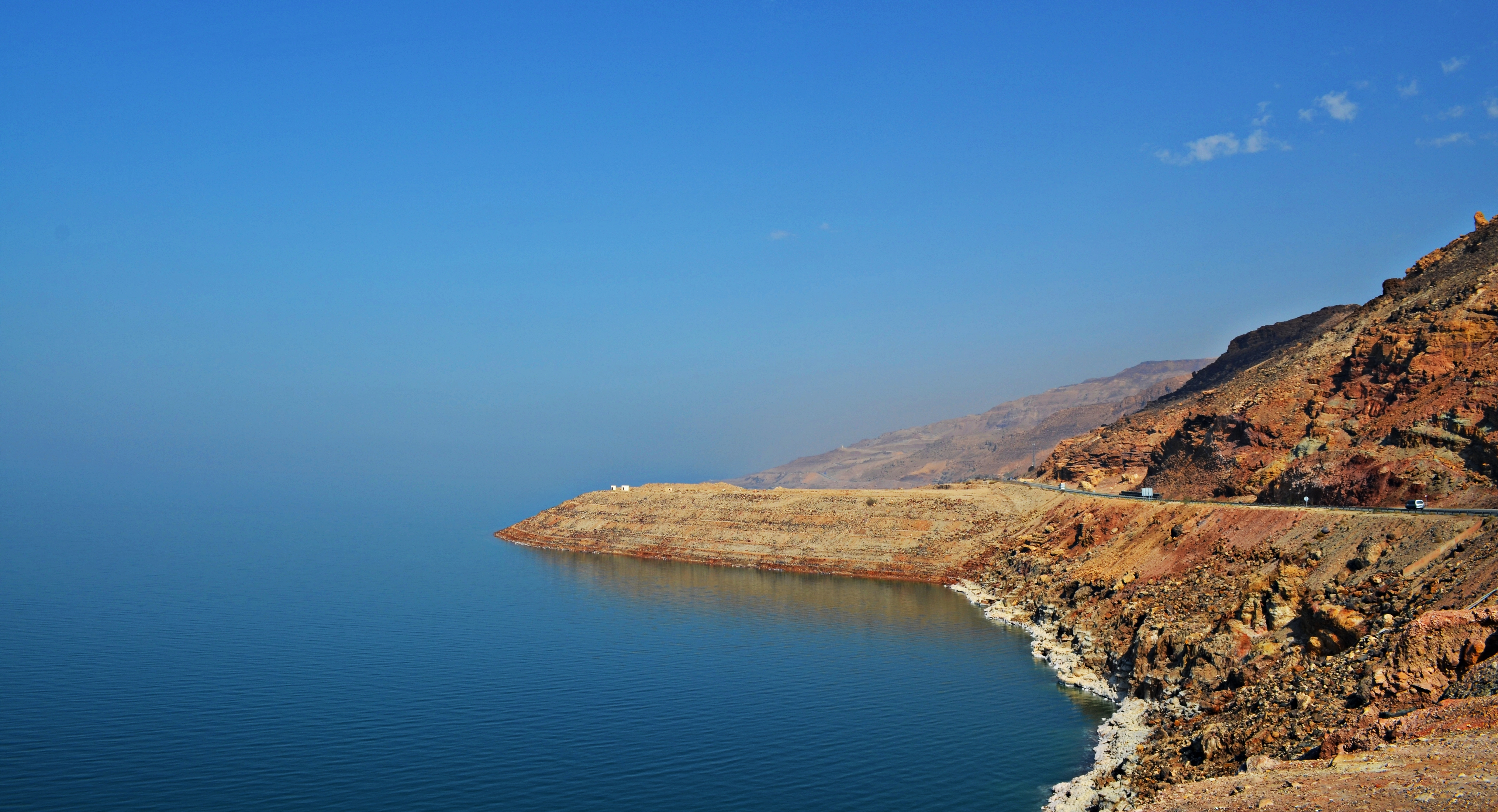
البحر الميت في الاردن

حقق الأردن منذ سبعينيات القرن الماضي سمعة مرموقة في الخدمات الطبية، وفي الثمانينيات بدأ القطاع الطبي الخاص يشهد طلباً إقليمياً نما بشكل واضح في عقد التسعينيات. في العقد الأول من القرن الشعرين شهد القطاع قفزة نوعية، وأصبح يشكل إحدى الفرص الواعدة للاقتصاد ، فقد أصبح الأردن يمتلك شبكة متقدمة من المستشفيات والمراكز العلاجية المتخصصة، وأسهمت السياحة العلاجية بزيادة الإيرادات من العملات الأجنبية إلى جانب تطوير المنشآت الصحية والسياحية معاً.
في عام 2008، سعى 250 ألف مريض للعلاج في الاردن، بما في ذلك العراقيون والفلسطينيون والسودانيون والسوريون ومواطنو دول مجلس التعاون الخليجي والأمريكيون والكنديون والمصريون. حقق الأردن أكثر من مليار دولار في عام 2008 من السياحة العلاجية.
الأردن تعتبر وجهة سياحية طبية ناشئة، حيث تجاوزت إيراداتها مليار دولار في عام 2007. وسعى أكثر من 250 ألف مريض من بلدان أخرى إلى العلاج في الأردن في ذلك العام. وشمل ذلك حوالي 45.000 عراقي، و25.000 فلسطيني، و25.000 سوداني، و1.800 مواطن أمريكي، و1.200 مواطن بريطاني، و400 كندي. يمكن أن تصل تكاليف العلاج إلى 25 % من التكاليف في الولايات المتحدة. صنف البنك الدولي الأردن كأفضل وجهة للسياحة العلاجية في الشرق الأوسط وشمال أفريقيا، تليها دبي، أبو ظبي، وإسرائيل.
يتم العناية والاهتمام بمجال الرعاية الصحية في الاردن عبر القطاع الخاص، من خلال إنشاء مديرية السياحة العلاجية في وزارة الصحة، التي تقوم بالتنسيق وتسهيل المهام بين المستشفيات الخاصة وهيئة تنشيط السياحة والمؤسسات الرسمية الأخرى. وفي عام 2002 افتُتح مكتب السياحة العلاجية والتعافي في مطار الملكة علياء الدولي، لخدمة الزوار القادمين للسياحة العلاجية، وأُغلق المكتب قبل أن يعاد افتتاحه عام 2017. عام 2017 أُطلقت "بوابة الأردن للسياحة العلاجية والاستشفائية"، للمساهمة في تسويق الخدمات العلاجية في الأردن، كما أنشأت وزارة الصحة قاعدة بيانات متخصصة بالسياحة العلاجية

## التعليم الطبي
بدأ التعليم الطبي الجامعي في الأردن في السبعينيات من القرن الماضي مع  تأسيس أول كلية طب في المملكة الجامعة الأردنية. يحظى نظام التعليم الطبي الخاص بها بتقدير كبير في المنطقة، وبالتالي يجذب الطلاب الأجانب خاصة من جميع أنحاء الشرق الأوسط (أكثر من ثلث الطلاب). معيار القبول الوحيد هو الحصول على علامة مرضية في الامتحانالشهادة العامة الثانوية. يحصل الطلاب الحاصلون على أعلى الدرجات على القبول من خلال نظام القبول الموحد (≈6% من المتقدمين و≈50% من جميع المقبولين). أما باقي الطلاب المقبولين فهم إما أجانب أو طلاب حصلوا على علامات الثانوية العامة بنسبة 85٪ أو أكثر. وتنقسم المناهج الدراسية إلى مرحلة ما قبل السريرية الأولية مدتها 3 سنوات تليها 3 سنوات إكلينيكية لمدة إجمالي 6 سنوات من التعليم. يتضمن منهج ما قبل السريرية العلوم الأساسية والعلوم الطبية والدورات المطلوبة بالجامعة. وفي المقابل، يتضمن المنهج السريري دورات التدريب العملي السريري التي تستمر من 2 -12 أسبوع. وفي نهاية السنة السادسة، يخضع الطلاب لتقييم نظري كتابي بالإضافة إلى تقييم سريري تحت الإشراف. يُمنح الطلاب الناجحون بكالوريوس الطب والجراحة
تُمنح درجة بكالوريوس الطب والجراحة (MBBS) في الأردن بعد إكمال ست سنوات تشمل ثلاث سنوات من العلوم الطبية وثلاث سنوات عيادية . حاليًا، ستة جامعات حكومية تتضمن كلية الطب وتمنح الدرجة، وهي:
- جامعة العلوم والتكنولوجيا (الأردن) في إربد
- الجامعة الأردنية في عمان (مدينة)
- جامعة مؤتة في الكرك
- الجامعة الهاشمية في الزرقاء (مدينة)
- جامعة اليرموك في إربد
- جامعة البلقاء التطبيقية في السلط

## السجلات الصحية الإلكترونية
عام 2009، اتخذت الحكومة الأردنية قرار استراتيجي لمواجهة تحديات الجودة والتكلفة في نظام الرعاية الصحية الخاص بها من خلال الاستثمار في بنية تحتية وطنية فعالة للصحة الإلكترونية. بعد فترة من المشاورات والتحقيقات التفصيلية، اعتمد الأردن نظام السجلات الصحية الإلكتروني التابع لإدارة صحة المحاربين القدامى الأمريكية VistA EHR  لأنه كان نظام مؤسسي مثبت على المستوى الوطني وقادر على التوسع ليشمل مئات المستشفيات وملايين المرضى. . في عام 2010، تم إطلاق ثلاثة من أكبر المستشفيات في البلاد مع VistA EHR. ومن المتوقع أن تتطلب جميع عمليات النشر الإضافية للمستشفيات بناءً على هذا الإصدار "الذهبي" أقل من 20% من الجهد والتكلفة للمستشفيات الأصلية، مما يتيح تغطية وطنية سريعة. تم تقدير تكلفة تنفيذ Vista EHR بتكلفة أقل بنسبة 75% من المنتجات الخاصة، مع تحقيق أكبر وفورات تتعلق بانخفاض تكاليف التكوين والتخصيص والتنفيذ والدعم. عند اكتماله، سيكون الأردن أكبر دولة في العالم تمتلك شبكة وطنية واحدة وشاملة لتقديم الرعاية الصحية الإلكترونية لرعاية جميع سكان البلاد في شبكة إلكترونية واحدة تضم أكثر من 850 مستشفى وعيادة.
كان حوالي 70% من الأردنيين يتمتعون بتأمين طبي في عام 2007، وخططت الحكومة الأردنية للوصول إلى 100% في عام 2011. ومع ذلك، في عام 2017، أفاد مجلس الصحة الوطني الأردني أن تغطية التأمين الصحي لا تزال عند 70%. يعتبر مركز الحسين للسرطان المنشأة المتخصصة الوحيدة لعلاج السرطان في الشرق الأوسط. إنه أحد أفضل مرافق علاج السرطان في العالم حيث يجذب المرضى من جميع أنحاء العالم، حتى من الغرب.

## انظر ايضا
- قائمة المستشفيات في الأردن
- مجلس اعتماد المؤسسات الصحية
- سجل طبي إلكتروني